# 布雷济耶
布雷济耶（法語：Bréziers，法語發音：[bʁezje]）是法国上阿尔卑斯省的一个市镇，属于加普区。

## 地理
布雷济耶（44°25'35"N, 6°11'58"E）面积30.35 平方千米，位于法国普罗旺斯-阿尔卑斯-蓝色海岸大区上阿尔卑斯省，该省份为法国东南部内陆省份，北起萨瓦省，西北接伊泽尔省，西南接德龙省，南至上普罗旺斯阿尔卑斯省，东北部与意大利接壤。
与布雷济耶接壤的市镇（或旧市镇、城区）包括：贝拉费尔、圣马丹莱塞讷、罗什布吕讷、于拜-塞尔蓬松。

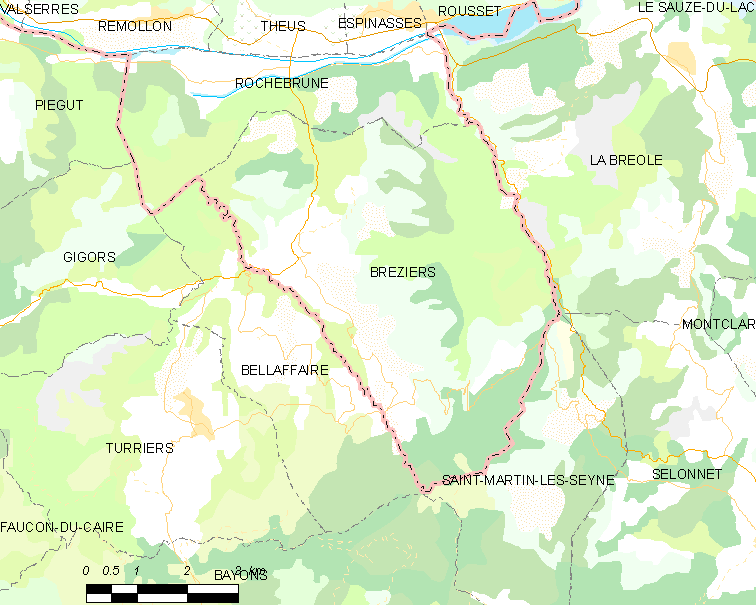
布雷济耶的OSM定位图

布雷济耶的时区为UTC+01:00、UTC+02:00（夏令时）。

## 行政
布雷济耶的邮政编码为05190，INSEE市镇编码为05022。

## 政治
布雷济耶所属的省级选区为绍尔日县。

## 人口

1962-2008年间布雷济耶人口变化图示

布雷济耶于2022年1月1日时的人口数量为236人。